# Conciertos para clarinete y orquesta (Weber)
Carl Maria von Weber compuso un concertino y dos conciertos para clarinete y orquesta.
La primera pieza, el Concertino en mi bemol mayor, op. 26, fue estrenada por el clarinetista bávaro Heinrich Bärmann (1794 - 1847) el 5 de abril de 1811, y tuvo tanto éxito que el rey Maximiliano I de Baviera, inmediatamente comisionó otros dos conciertos. 
El Concierto nº 1 en fa menor, op. 73, fue compuesto entre abril y el 17 de mayo de ese mismo año, siendo estrenado el 13 de junio. 
El segundo, Concierto nº 2 en mi bemol mayor, op. 74, fue completado el 17 de julio y fue estrenado en Múnich el 25 de noviembre. Ambos conciertos fueron estrenados por el mismo Bärmann.
Weber compuso además de estas tres obras otras dos para el mismo intérprete.